# بریتانیای کبیر در المپیک
الگو:جعبه اطلاعات المپیک انگلیس
کشور انگلیس در بازی‌های المپیک توانسته ۷۸۰ مدال در بازی‌های المپیک تابستانی و ۲۲ مدال در بازی‌های المپیک زمستانی کسب کند.

## جدول مدال‌ها بر پایه بازی‌ها

### بازی‌های المپیک تابستانی
| بازی              | ورزشکار | طلا | نقره | برنز | مجموع | رتبه |
| ۱۸۹۶ آتن          | ۸       | ۲   | ۳    | ۲    | ۷     | ۵    |
| ۱۹۰۰ پاریس        | ۱۰۳     | ۱۵  | ۶    | ۹    | ۳۰    | ۳    |
| ۱۹۰۴ سنت لوییس    | ۳       | ۱   | ۱    | ۰    | ۲     | ۶    |
| ۱۹۰۸ لندن         | ۶۷۶     | ۵۶  | ۵۱   | ۳۹   | ۱۴۶   | ۱    |
| ۱۹۱۲ استکهلم      | ۲۹۳     | ۱۰  | ۱۵   | ۱۶   | ۴۱    | ۳    |
| ۱۹۲۰ آنتورپ       | ۲۰۴     | ۱۵  | ۱۵   | ۱۳   | ۴۳    | ۳    |
| ۱۹۲۴ پاریس        | ۳۰۷     | ۹   | ۱۳   | ۱۲   | ۳۴    | ۴    |
| ۱۹۲۸ آمستردام     | ۲۳۴     | ۳   | ۱۰   | ۷    | ۲۰    | ۱۱   |
| ۱۹۳۲ لس آنجلس     | ۷۴      | ۴   | ۷    | ۵    | ۱۶    | ۸    |
| ۱۹۳۶ برلین        | ۲۲۵     | ۴   | ۷    | ۳    | ۱۴    | ۱۰   |
| ۱۹۴۸ لندن         | ۳۷۵     | ۳   | ۱۴   | ۶    | ۲۳    | ۱۲   |
| ۱۹۵۲ هلسینکی      | ۲۹۳     | ۱   | ۲    | ۸    | ۱۱    | ۱۸   |
| ۱۹۵۶ ملبورن       | ۲۰۰     | ۶   | ۷    | ۱۱   | ۲۴    | ۸    |
| ۱۹۶۰ رم           | ۲۵۲     | ۲   | ۶    | ۱۲   | ۲۰    | ۱۲   |
| ۱۹۶۴ توکیو        | ۱۹۹     | ۴   | ۱۲   | ۲    | ۱۸    | ۱۰   |
| ۱۹۶۸ مکزیکو سیتی  | ۲۳۷     | ۵   | ۵    | ۳    | ۱۳    | ۱۰   |
| ۱۹۷۲ مونیخ        | ۳۱۰     | ۴   | ۵    | ۹    | ۱۸    | ۱۲   |
| ۱۹۷۶ مونترال      | ۲۳۴     | ۳   | ۵    | ۵    | ۱۳    | ۱۳   |
| ۱۹۸۰ مسکو         | ۲۲۲     | ۵   | ۷    | ۹    | ۲۱    | ۹    |
| ۱۹۸۴ لس آنجلس     | ۳۵۵     | ۵   | ۱۱   | ۲۱   | ۳۷    | ۱۱   |
| ۱۹۸۸ سئول         | ۳۸۲     | ۵   | ۱۰   | ۹    | ۲۴    | ۱۲   |
| ۱۹۹۲ بارسلون      | ۳۸۹     | ۵   | ۳    | ۱۲   | ۲۰    | ۱۳   |
| ۱۹۹۶ آتلانتا      | ۳۰۳     | ۱   | ۸    | ۶    | ۱۵    | ۳۶   |
| ۲۰۰۰ سیدنی        | ۳۱۰     | ۱۱  | ۱۰   | ۷    | ۲۸    | ۱۰   |
| ۲۰۰۴ آتن          | ۲۷۰     | ۹   | ۹    | ۱۲   | ۳۰    | ۱۰   |
| ۲۰۰۸ پکن          | ۳۱۳     | ۱۹  | ۱۳   | ۱۵   | ۴۷    | ۴    |
| ۲۰۱۲ لندن         | ۵۴۱     | ۲۹  | ۱۷   | ۱۹   | ۶۵    | ۳    |
| ۲۰۱۶ ریو د ژانیرو |         | 27  | 23   | 17   | 67    | 2    |
| مجموع             | مجموع   | ۲۳۶ | ۲۷۲  | ۲۷۲  | ۷۸۰   | ۳    |